# Cát Bi
Cát Bi là một phường cũ từng thuộc quận Hải An, thành phố Hải Phòng, Việt Nam.

## Địa lý
Phường Cát Bi có vị trí địa lý:
- Phía đông và phía nam giáp phường Thành Tô
- Phía tây giáp quận Dương Kinh và quận Ngô Quyền
- Phía bắc giáp phường Đằng Lâm.

Phường Cát Bi có diện tích 0,71 km², dân số năm 2022 là 17.250 người, mật độ dân số đạt 24.295 người/km².

## Lịch sử
Ngày 20 tháng 12 năm 2002, Chính phủ ban hành Nghị định số 106/2002/NĐ-CP về việc chuyển nguyên trạng phường Cát Bi thuộc quận Ngô Quyền với diện tích tự nhiên 128,84 ha và 19.371 nhân khẩu về quận Hải An mới thành lập quản lý.
Ngày 5 tháng 4 năm 2007, Chính phủ ban hành Nghị định số 54/2007/NĐ-CP về việc thành lập phường Thành Tô trên cơ sở điều chỉnh 45,80 ha diện tích tự nhiên và 8.240 nhân khẩu của phường Cát Bi.
Sau khi điều chỉnh địa giới hành chính, phường Cát Bi còn lại 75 ha diện tích tự nhiên và 13.969 nhân khẩu.
Ngày 20 tháng 7 năm 2022, HĐND TP. Hải Phòng ban hành Nghị quyết số 26/NQ-HĐND về việc:
- Thành lập tổ dân phố số 1 trên cơ sở 3 tổ dân phố: E2, E5, E6 và một phần của tổ dân phố E4.
- Thành lập tổ dân phố số 2 trên cơ sở 2 tổ dân phố: E1, E3 và một phần của tổ dân phố E4.
- Thành lập tổ dân phố số 3 trên cơ sở 3 tổ dân phố: C2, C6, C7.
- Thành lập tổ dân phố 4 trên cơ sở tổ dân phố Đ2 và tổ dân phố Đ5.
- Thành lập tổ dân phố số 6 trên cơ sở 2 tổ dân phố: C1, C5 và một phần của tổ dân phố C4.
- Thành lập tổ dân phố số 7 trên cơ sở 2 tổ dân phố: T1, C3 và một phần của tổ dân phố C4.
- Thành lập tổ dân phố số 10 trên cơ sở tổ dân phố B1 và tổ dân phố B3.

Ngày 16 tháng 6 năm 2025, Ủy ban Thường vụ Quốc hội ban hành nghị quyết sắp xếp đơn vị hành chính cấp xã của thành phố Hải Phòng năm 2025. Theo đó, toàn bộ diện tích tự nhiên, quy mô dân số của phường Cát Bi được sắp xếp toàn bộ diện tích tự nhiên, quy mô dân số của các phường Đằng Lâm, Thành Tô, Đằng Hải, Tràng Cát, một phần diện tích tự nhiên, quy mô dân số của phường Nam Hải và một phần diện tích tự nhiên của phường Đông Hải 2 thành phường mới có tên gọi là phường Hải An.